# Liste der Baudenkmale in Achim (Landkreis Verden)
In der Liste der Baudenkmale in Achim sind alle Baudenkmale der niedersächsischen Stadt Achim aufgelistet. Die Quelle der Baudenkmale ist der Denkmalatlas Niedersachsen. Der Stand der Liste ist der 29. März 2021.

## Allgemein
In den Spalten befinden sich folgende Informationen:
- Lage: die Adresse des Baudenkmales und die geographischen Koordinaten. Kartenansicht, um Koordinaten zu setzen. In der Kartenansicht sind Baudenkmale ohne Koordinaten mit einem roten Marker dargestellt und können in der Karte gesetzt werden. Baudenkmale ohne Bild sind mit einem blauen Marker gekennzeichnet, Baudenkmale mit Bild mit einem grünen Marker.
- Bezeichnung: Bezeichnung des Baudenkmales
- Beschreibung: die Beschreibung des Baudenkmales. Unter § 3 Abs. 2 NDSchG werden Einzeldenkmale und unter § 3 Abs. 3 NDSchG Gruppen baulicher Anlagen und deren Bestandteile ausgewiesen.
- ID: die Objekt-ID des Baudenkmales
- Bild: ein Bild des Baudenkmales, ggf. zusätzlich mit einem Link zu weiteren Fotos des Baudenkmals im Medienarchiv Wikimedia Commons. Wenn man auf das Kamerasymbol klickt, können Fotos zu Baudenkmalen aus dieser Liste hochgeladen werden:

## Achim, Stadt

### Gruppe: Kirche St. Lorenz
Die Gruppe „Kirche St. Lorenz“ hat die ID 34305242.

| Lage                                  | Bezeichnung | Beschreibung | ID       | Bild |
| ------------------------------------- | ----------- | ------------ | -------- | ---- |
| Pfarrstraße 53° 0′ 42″ N, 9° 1′ 50″ O | Kirche      |              | 34307038 |      |
| Pfarrstraße 53° 0′ 41″ N, 9° 1′ 49″ O | Kirchhof    |              | 34307065 |      |

### Gruppe: Hofanlage Schulstraße
Die Gruppe „Hofanlage Schulstraße“ hat die ID 34305279.

| Lage                                    | Bezeichnung              | Beschreibung          | ID       | Bild |
| --------------------------------------- | ------------------------ | --------------------- | -------- | ---- |
| Schulstraße 3 52° 59′ 58″ N, 9° 5′ 6″ O | Wohn-/Wirtschaftsgebäude |                       | 34307180 | BW   |
| Schulstraße 1 52° 59′ 59″ N, 9° 5′ 4″ O | Wohn-/Wirtschaftsgebäude | ehem. Altenteilerhaus | 34307209 | BW   |

### Gruppe: Hofanlage Uesener Weserstraße 9
Die Gruppe „Hofanlage Uesener Weserstraße 9“ hat die ID 34305302.
| Lage                                             | Bezeichnung              | Beschreibung | ID       | Bild |
| ------------------------------------------------ | ------------------------ | ------------ | -------- | ---- |
| Uesener Weserstraße 9 52° 59′ 53″ N, 9° 2′ 56″ O | Wohn-/Wirtschaftsgebäude |              | 34307267 | BW   |
| Uesener Weserstraße 9 52° 59′ 53″ N, 9° 2′ 56″ O | Scheune                  |              | 34307296 |      |

### Gruppe: Jüdischer Friedhof
Die Gruppe „Jüdischer Friedhof“ hat die ID 34305321.

| Lage                                      | Bezeichnung | Beschreibung | ID       | Bild |
| ----------------------------------------- | ----------- | ------------ | -------- | ---- |
| An der Eisenbahn 53° 0′ 46″ N, 9° 3′ 2″ O | Friedhof    |              | 34307426 |      |

### Gruppe: Amtsgericht, Obernstraße  40
Die Gruppe „Amtsgericht, Obernstraße  40“ hat die ID 34305338.

| Lage                                     | Bezeichnung | Beschreibung | ID       | Bild |
| ---------------------------------------- | ----------- | ------------ | -------- | ---- |
| Obernstraße 40 53° 0′ 41″ N, 9° 2′ 15″ O | Amtsgericht |              | 34306688 |      |

### Einzelbaudenkmale
| Lage                                                   | Bezeichnung              | Beschreibung  | ID       | Bild           |
| ------------------------------------------------------ | ------------------------ | ------------- | -------- | -------------- |
| Große Kirchenstraße 1 53° 0′ 45″ N, 9° 1′ 54″ O        | Wohn-/Wirtschaftsgebäude | Haus Clüver   | 34306662 |                |
| Unterstraße 7 53° 0′ 39″ N, 9° 1′ 45″ O                | Wohn-/Wirtschaftsgebäude |               | 34307372 | BW             |
| Langenstraße 13 53° 0′ 36″ N, 9° 2′ 1″ O               | Wohn-/Wirtschaftsgebäude |               | 34307347 | BW             |
| Langenstraße 23 53° 0′ 31″ N, 9° 1′ 56″ O              | Wohn-/Wirtschaftsgebäude |               | 34307503 | BW             |
| Obernstraße 53° 0′ 41″ N, 9° 2′ 14″ O                  | Brunnen                  | Hungerbrunnen | 34307398 |                |
| Mühlenstraße 53 53° 0′ 16″ N, 9° 2′ 15″ O              | Wohn-/Wirtschaftsgebäude |               | 34307155 | BW             |
| Mühlenstraße 55 53° 0′ 15″ N, 9° 2′ 16″ O              | Windmühle Achim          |               | 34306717 | Weitere Bilder |
| Schwedenschanze 39 52° 59′ 53″ N, 9° 3′ 50″ O          | Ringwall                 |               | 34307013 | BW             |
| Obernstraße 66 53° 0′ 36″ N, 9° 2′ 25″ O               | Villa                    |               | 34307321 | BW             |
| Obernstraße 53° 0′ 34″ N, 9° 2′ 24″ O                  | Kriegerdenkmal           |               | 34307087 | BW             |
| Obernstraße 53° 0′ 34″ N, 9° 2′ 23″ O                  | Kriegerdenkmal           | Langensalza   | 34307109 | BW             |
| Obernstraße 53° 0′ 34″ N, 9° 2′ 25″ O                  | Kriegerdenkmal           |               | 34307133 | BW             |
| Claus-v.-d.-Decken-Straße 20 53° 1′ 29″ N, 9° 3′ 14″ O | Burg                     |               | 34306891 | BW             |

## Baden

### Gruppe: Schleusenkanal Weserschleife
Die Gruppe „Schleusenkanal Weserschleife“ hat die ID 41624179.

| Lage                       | Bezeichnung          | Beschreibung                 | ID       | Bild |
| -------------------------- | -------------------- | ---------------------------- | -------- | ---- |
| 52° 59′ 34″ N, 9° 5′ 22″ O | Brücke (Bauwerk)     | über den Schleusenkanal      | 34307450 | BW   |
| 52° 59′ 23″ N, 9° 5′ 58″ O | Kanal (Wasserstraße) | Schleusenkanal Weserschleife | 41624305 | BW   |

## Bierden

### Gruppe: Gutsanlage Clüverswerder
Die Gruppe „Gutsanlage Clüverswerder“ hat die ID 34305259.
| Lage                                       | Bezeichnung | Beschreibung | ID       | Bild           |
| ------------------------------------------ | ----------- | ------------ | -------- | -------------- |
| Clüverswerder 2 53° 0′ 41″ N, 8° 58′ 25″ O | Gutshaus    |              | 34306987 | Weitere Bilder |

### Einzelbaudenkmale
| Lage                                                 | Bezeichnung              | Beschreibung | ID       | Bild |
| ---------------------------------------------------- | ------------------------ | ------------ | -------- | ---- |
| Steinweg 46 53° 0′ 46″ N, 9° 0′ 37″ O                | Wohn-/Wirtschaftsgebäude |              | 34306866 |      |
| Heinrich-Fahrenholz-Straße 53° 0′ 38″ N, 9° 0′ 42″ O | Scheune                  |              | 34306939 |      |
| Bierdener Marsch 11 53° 0′ 34″ N, 9° 0′ 32″ O        | Wohn-/Wirtschaftsgebäude |              | 34306842 |      |

### Archäologische Denkmale
| Lage                       | Bezeichnung | Beschreibung | ID       | Bild |
| -------------------------- | ----------- | --- | -------- | ---- |
| 53° 1′ 22″ N, 8° 59′ 49″ O | Siedlung    | Im Rahmen der archäologischen Begleitung zum Bau der Pipeline NEL wurden die Reste eines rund 6,2 m breiten und mindestens 15,6 m langen, endneolithischen bis frühbronzezeitlichen, zweischiffigen Pfostenhauses freigelegt. Getreidekörner, die in zwei Vorratsgruben im Inneren des Hauses gefunden wurden, konnten in das 19. bis 17. Jahrhundert v. Chr. datiert werden. Nördlich der untersuchten Fläche wurden zwei weitere Hausgrundrisse festgestellt, die in die gleiche Zeit datieren könnten. | 39342437 |      |

## Bollen

### Einzelbaudenkmale
| Lage                                | Bezeichnung | Beschreibung | ID       | Bild |
| ----------------------------------- | ----------- | ------------ | -------- | ---- |
| Bollen 1 53° 0′ 27″ N, 8° 56′ 47″ O | Deich       |              | 32602849 | BW   |

## Embsen

### Einzelbaudenkmale
| Lage                                           | Bezeichnung              | Beschreibung | ID       | Bild |
| ---------------------------------------------- | ------------------------ | ------------ | -------- | ---- |
| Am Edelhof 53° 1′ 41″ N, 9° 1′ 40″ O           | Denkmal                  |              | 34306791 | BW   |
| Embser Dorfstraße 16 53° 1′ 48″ N, 9° 1′ 51″ O | Wohn-/Wirtschaftsgebäude |              | 34306914 | BW   |

## Uphusen

### Einzelbaudenkmale
| Lage                                 | Bezeichnung              | Beschreibung | ID       | Bild |
| ------------------------------------ | ------------------------ | ------------ | -------- | ---- |
| Im Dorfe 3 53° 1′ 37″ N, 8° 58′ 6″ O | Wohn-/Wirtschaftsgebäude |              | 34306817 |      |